# Pronti a tutto (miniserie televisiva)
Pronti a tutto (Barkskins) è una miniserie televisiva statunitense creata da Elwood Reid. È basata sul romanzo Pelle di corteccia di Annie Proulx. È stata trasmessa dal 25 maggio al 15 giugno 2020 su National Geographic negli Stati Uniti.

## Trama
La storia segue l’arrivo di coloni inglesi e francesi nel Nuovo Mondo, attraverso le storie di due immigrati nella Nuova Francia, René Sel e Charles Duquet, che lavorano come taglialegna e dei loro discendenti.

## Puntate
| nº | Titolo originale | Titolo italiano         | Prima TV USA   | Prima TV Italia   |
| -- | ---------------- | ----------------------- | -------------- | ----------------- |
| 1  | New France       | La nuova Francia        | 25 maggio 2020 | 1º settembre 2020 |
| 2  | The Turtle King  | Nella foresta selvaggia | 25 maggio 2020 | 1º settembre 2020 |
| 3  | The Sugared Plum | Ritorno agli affari     | 1º giugno 2020 | 8 settembre 2020  |
| 4  | The Law of Two   | Nuovi incontri          | 1º giugno 2020 | 8 settembre 2020  |
| 5  | Buttermilk       | Verso un nuovo destino  | 8 giugno 2020  | 15 settembre 2020 |
| 6  | The Wobble       | Prove di lealtà         | 8 giugno 2020  | 15 settembre 2020 |
| 7  | Bees in a Bottle | Operazione recupero     | 15 giugno 2020 | 22 settembre 2020 |
| 8  | The Black Sun    | Un nuovo futuro         | 15 giugno 2020 | 22 settembre 2020 |

## Produzione
Il 6 gennaio 2016 fu annunciato durante l’annuale visita invernale della stampa di Television Critics Association che National Geographic, insieme a Scott Rudin Productions, avrebbe acquistato i diritti del prossimo romanzo di Annie Proulx, Barkskins.
Il 3 dicembre 2018 fu riportato che National Geographic diede il via alla produzione di una miniserie consistente in otto puntate. Compagnia di produzione aggiuntiva impiegate nella serie era Fox 21 Television Studios. Il 10 febbraio 2019 è stato reso noto che David Slade avrebbe diretto il primo episodio e lavorato come produttore esecutivo.

## Distribuzione
Pronti a tutto ha debuttato il 25 maggio 2020 su National Geographic.
In Italia, la miniserie è andata in onda su National Geographic dal 1º settembre al 22 settembre 2020; le prime due puntate sono state trasmesse in simulcast su Fox.